# Tina Turns the Country On!
Tina Turns the Country On je prvi studijski album američke pjevačice Tine Turner. 

## Popis pjesama
Strana A
1. "Bayou Song" - 3:22
2. "Help Me Make It Through the Night" - 2:48
3. "Tonight I'll Be Staying Here With You" - 2:58
4. "If You Love Me (Let Me Know)" - 3:00
5. "He Belongs to Me" - 3:59

Strana B
1. "Don't Talk Now" - 2:58
2. "Long Long Time" - 4:42
3. "I'm Movin' On" - 2:37
4. "There'll Always Be Music" - 4:10
5. "The Love That Lights Our Way" - 3:15